# مارگارت رزه کایل
مارگارت رُزه کایل (ایتالیایی: Margaret Rose Keil؛ زادهٔ ۷ ژوئیه ۱۹۴۵) بازیگر آلمانی‌الاصل اهل ایتالیا است.

## گزیدهٔ نقش‌آفرینی‌ها
- زلدا (۱۹۷۴)
- برادر تاتسیو، اهل ولتری (۱۹۷۳)
- شیطانت را در جهنم من بگذار (۱۹۷۲)
- داستان‌های غیراخلاقی از باکره‌های شهوانی (۱۹۷۳)
- دکامرون ممنوعه (۱۹۷۲)
- دکامروتیکوس (۱۹۷۲)
- زیباترین زوج جهان (۱۹۶۸)